# Jan Ernst Matzeliger
Jan Ernst Matzeliger (né le 15 septembre 1852, à Paramaribo – décédé le 24 août 1889, Lynn (Massachusetts)) est un inventeur né au Suriname, qui a révolutionné l'industrie de la chaussure.

## Biographie
Matzeliger est né à Paramaribo (alors Guyane néerlandaise, maintenant Suriname). Son père était un ingénieur néerlandais et sa mère une esclave noire du Surinam. Alors que déjà dans son pays d'origine, il montre un certain intérêt pour la mécanique, ses efforts pour inventer une machine à assembler les chaussures commencent quand il déménage aux États-Unis où il travaille dans un atelier d'usinage. À 19 ans, il s'installe à Philadelphie, dans l'État de Pennsylvanie, après avoir travaillé comme marin. En 1877, il parle anglais, et déménage dans l'état du Massachusetts. En 1883, après cinq ans de travail, il fait breveter son invention.
Son appareil a permis d'augmenter sensiblement la production de chaussures. Auparavant, en travaillant à la main, un ouvrier pouvait produire une cinquantaine de chaussures en un jour. Avec sa machine de 150 à 700 paires de chaussures sont produites par jour. Sa machine à fabrication de chaussures a diminué de cinquante pour cent le prix des chaussures aux États-Unis. Toutefois, en raison de sa mort prématurée à Lynn, Massachusetts, de la tuberculose et d'autres facteurs, il n'a jamais pu profiter des bénéfices de son invention.

## Reconnaissance
En reconnaissance de sa contribution, un timbre lui a été dédié aux États-Unis le 15 septembre 1991.